# Affaire Calas
Pour les articles homonymes, voir Calas.
L’affaire Calas est une affaire judiciaire française qui se déroule de 1761 à 1765 à Toulouse, dans un contexte d'étouffement du protestantisme après la Révocation. Elle doit sa célébrité à l'intervention de Voltaire dans son Traité sur la tolérance.
Jean Calas était un commerçant protestant de Toulouse. Son fils ayant été trouvé mort étranglé ou pendu selon le médecin présent sur place, il est accusé de l'avoir assassiné pour empêcher le jeune homme de se convertir au catholicisme.
Cette affaire est essentiellement politique, plutôt que révélatrice du fonctionnement des tribunaux royaux. Elle est entachée de nombreux abus de procédure dans l'administration de la preuve (usage dévoyé de l’adminicule et du monitoire, entre autres).
Jean Calas qui a toujours clamé son innocence est finalement torturé, étranglé puis brûlé le 10 mars 1762. En 1765, les magistrats de la Cour royale rétablissent la veuve de Jean Calas dans ses droits, et réhabilitent la mémoire de son défunt époux.

## Contexte
Pendant les guerres de Religion, l'exode des huguenots est massif et renforcé par la révocation de l'édit de Nantes qui voit près de 200 000 protestants fuir vers les pays protestants d'Europe. La révocation interdit pourtant sévèrement toute émigration. Ceux qui se résolvent à rester sont soumis à des lois sévères mais peu appliquées lorsqu'ils observent une extrême discrétion. C'est dans ce contexte que la ville de Toulouse compte en 1761 environ 50 000 catholiques et 200 calvinistes. L'intolérance envers les protestants se ravive à cette période à cause de la crise économique et de la guerre de Sept Ans qui voit la France, alliée de l'Autriche et de la Russie, affronter des puissances protestantes (Prusse, Grande-Bretagne). Enfin, juste un mois avant l'affaire Calas, le 17 septembre 1761, le pasteur François Rochette, prédicateur clandestin dans la région de Montauban, est arrêté à Caussade. Un petit groupe de protestants tente en vain de le libérer. Jugés à Toulouse, le pasteur est condamné à la pendaison et trois gentilshommes verriers protestants, les frères de Grenier, sont décapités en février 1762, place du Salin. Bien que les calvinistes soient minoritaires et généralement très discrets, ces événements ne font qu'amplifier la rumeur d'une menace protestante.

## L'affaire

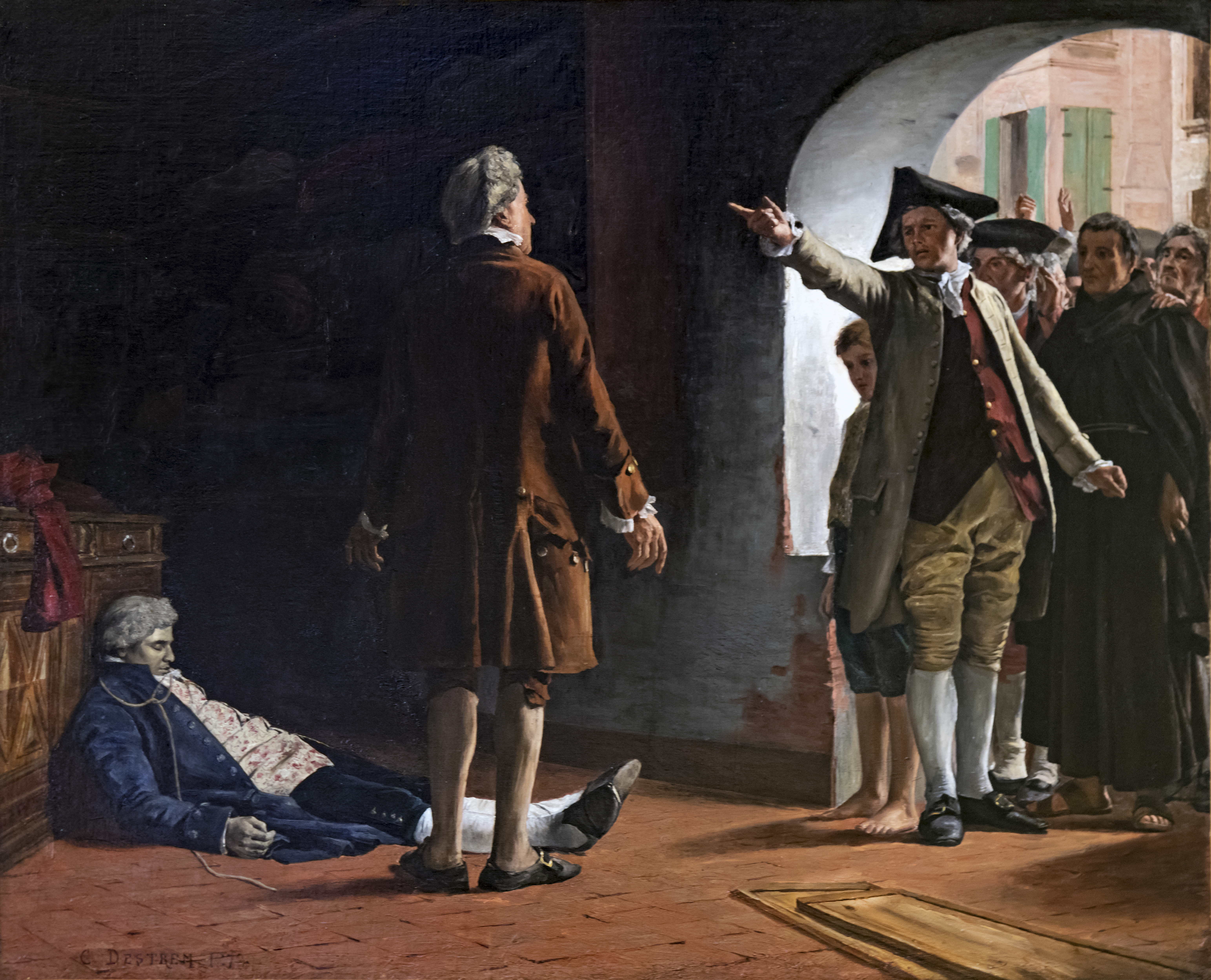
L'arrestation de Calas par Casimir Destrem (1879, musée du Vieux Toulouse).

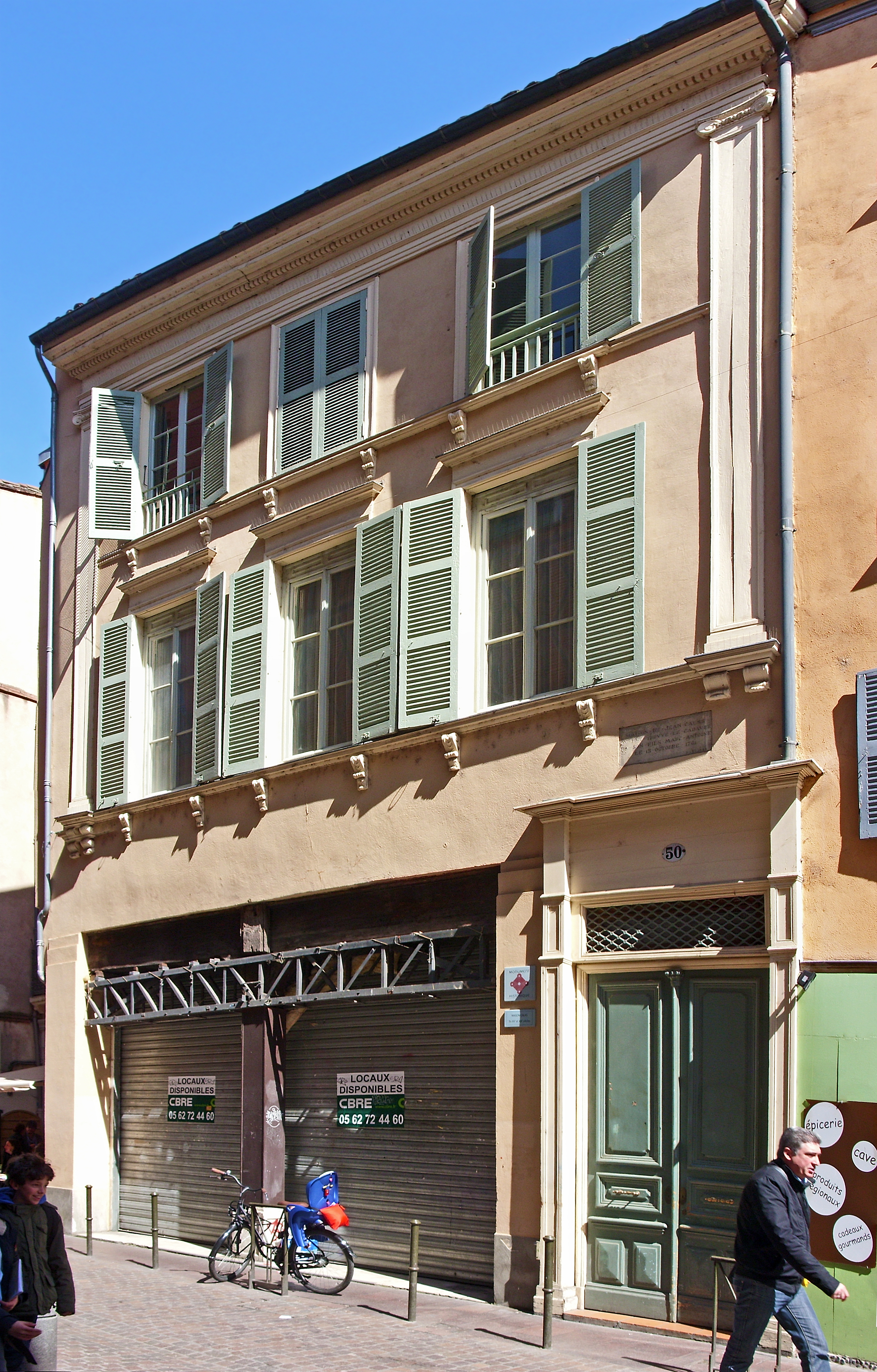
La maison de Jean Calas, rue des Filatiers.

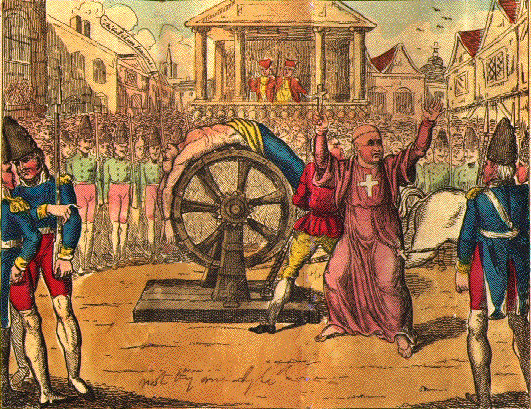
Jean Calas condamné au supplice de la roue.

Jean Calas, marchand d'étoffes né à Lacabarède en 1698, et sa famille habitent au no 16 de la rue des Filatiers (aujourd'hui no 50), à Toulouse. Le 13 octobre 1761, son fils aîné, Marc-Antoine, est retrouvé étranglé dans la maison familiale. Le corps est découvert à 22 h, après le souper qui réunissait à l'étage le père et la mère Calas, leurs fils Marc-Antoine et Pierre et un invité de passage, Gaubert Lavaysse. Ses parents évoquent le crime d'un inconnu. Aussitôt appelés sur les lieux, les médecins constatent que la cravate de Marc-Antoine masque les marques d'une double strangulation. Meurtre ou suicide par pendaison ? Toujours est-il que les Calas, l'invité Gaubert et la servante Jeanne Viguière, bonne catholique, sont accusés du meurtre. L'attitude de la famille est, en effet, suspecte, car celle-ci reconnaît, après trois jours d'interrogatoire à l’hôtel de ville, avoir détaché Marc-Antoine pour camoufler le suicide et éviter ainsi à ce dernier qu'il ne subisse le traitement alors infligé aux suicidés, « être traîné sur la claie » tiré par un cheval (cadavre traîné face contre terre à travers la ville ou la campagne sous les lazzis de la population, puis jeté aux ordures).
Mais les Calas, de confession protestante, sauf l'un des fils, Louis, converti au catholicisme et affilié à la Confrérie de pénitents blancs, continuent à pratiquer leur foi. Excité et convaincu par des rumeurs de voisinage alléguant la volonté de Marc-Antoine de choisir réellement la religion catholique et accusant son père de l'avoir assassiné afin qu'il ne se convertisse pas, le capitoul (officier municipal de Toulouse) David de Beaudrigue exige un complément d'enquête.
Face au manque de preuves pour établir la culpabilité de Jean Calas, le procureur du roi Charles Laganne publie le 17 octobre 1761 un monitoire à fin de révélations. Dans ce contexte d'appel aux témoins, on aurait admis les ouï-dire comme quarts de preuve et les ragots comme huitièmes de preuve. Selon certains auteurs, les juges, faute de mieux, additionnent les signes, adminicules (indices légers) et présomptions, privilégiant la preuve conjecturale à la preuve testimoniale. Pour l'historien de la justice Benoît Garnot, il s'agit là d'une caricature de la justice d'Ancien Régime : Jean Calas, sa femme et son fils Pierre sont interrogés à plusieurs reprises,. Le 18 novembre 1761, après délibération, le tribunal des capitouls les condamne à la question préparatoire ordinaire et extraordinaire. La famille Calas interjette appel de cette sentence.
L'avocat, défenseur malheureux de Calas, fut Alexandre-Jérôme Loyseau/Loiseau de Mauléon (1728-1771 ; avocat au Parlement de Paris, ami de Rousseau ; Mauléon est un fief à Saint-Brice au nord de Montmorency). Les capitouls condamnent Jean Calas et son fils Pierre à être roués vifs, et Mme Calas à la pendaison, mais cette sentence est brisée par le parlement.
Par le verdict en appel du parlement de Toulouse le 9 mars 1762, Jean Calas est condamné « à être rompu vif, à être exposé deux heures sur une roue, après quoi il sera étranglé et jeté sur un bûcher pour y être brûlé » (c'est par une indulgence de dernière minute que  le juge lui avait accordé un retentum, clause prévoyant son étranglement après deux heures d'exposition sur la roue afin d'abréger le supplice). Il subit au préalable la question ordinaire et extraordinaire (« pour tirer de lui l'aveu de son crime, complices et circonstances »), une longue séance de torture, mais n'avoue rien. Il clame son innocence. Le 10 mars 1762, Jean Calas est roué vif place Saint-Georges, étranglé puis brûlé deux heures plus tard.

## La Beaumelle et Court de Gébelin
On oublie souvent que la défense du supplicié a été faite d'abord par deux protestants, avant l'intervention de Voltaire. Laurent Angliviel de La Beaumelle, qui résidait alors à Toulouse et allait épouser la sœur de Gaubert Lavaysse, s'est battu pour mettre hors de cause son futur beau-frère, et il a défendu Calas dans La Calomnie confondue puis les Observations pour le sieur Jean Calas. Dans un mémoire adressé au roi, La Beaumelle énumère douze motifs de nullité dans la procédure judiciaire. Antoine Court de Gébelin, depuis Lausanne, écrit Les Toulousaines pour défendre le pasteur Rochette, son ancien étudiant supplicié à Toulouse, Jean Calas et Pierre-Paul Sirven, réfugié à Lausanne. 

## Pierre Calas et Voltaire

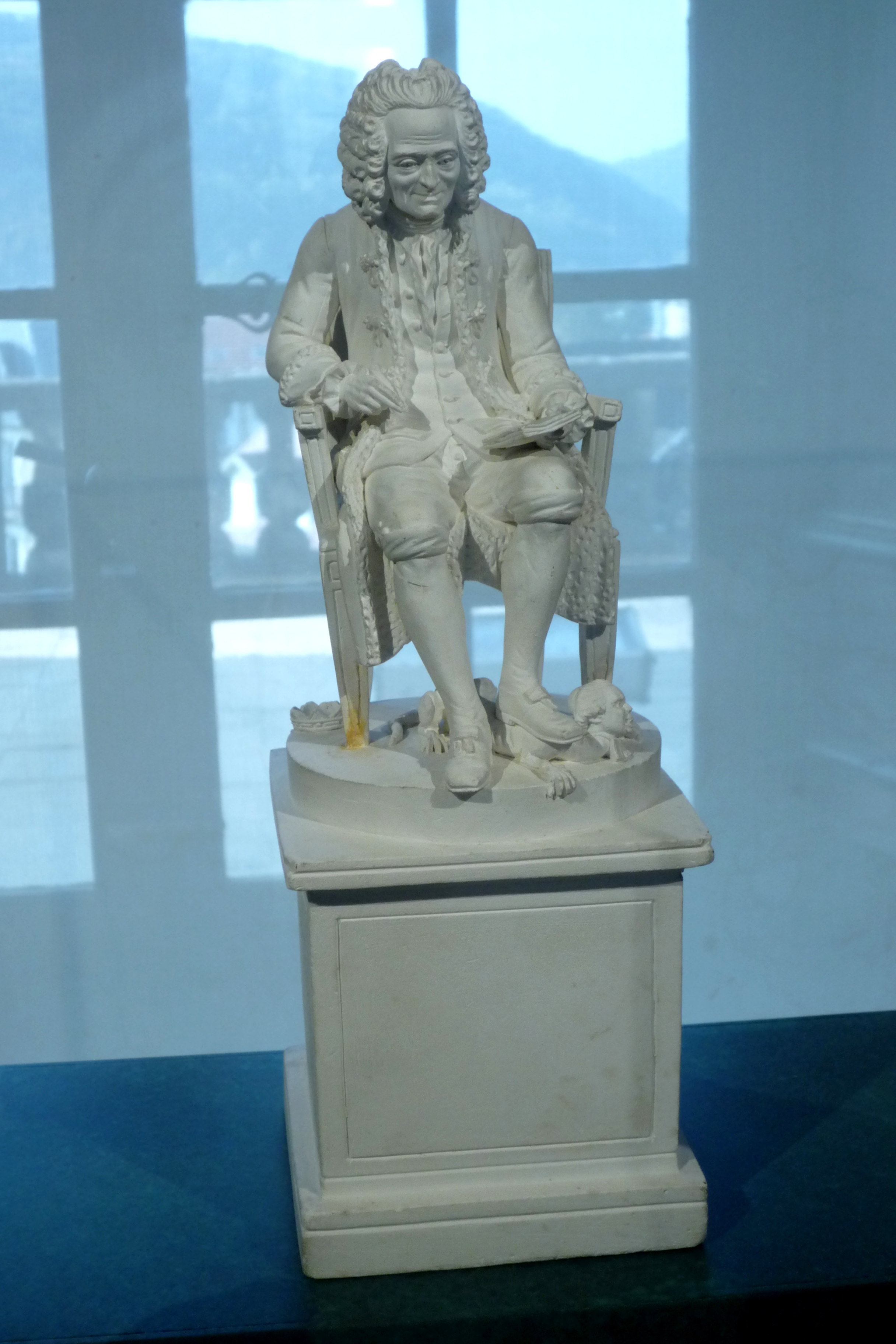
Voltaire piétinant l'infâme par Claude-André Deseine, 1792 (musée de la Révolution française).

Condamné au bannissement à perpétuité, Pierre, un autre fils de Jean Calas, s'exile dans la ville calviniste de Genève, et il rencontre Voltaire, qui a déjà été informé de l'affaire par le riche négociant marseillais Dominique Audibert. Le philosophe croit d'abord l'accusation fondée, et rédige, dans un premier temps, une lettre incendiaire sur Jean Calas. Mais, convaincu par Pierre de son innocence, il forme par la suite un groupe de pression avec ses amis, et utilise son ironie corrosive pour que justice soit faite. Il rédige également en 1762 les Pièces originales concernant la mort des Srs Calas, et le jugement rendu à Toulouse, notamment à partir des documents que lui fournit l'avocat genevois Charles de Manoël de Végobre.
Afin d'obtenir la révision du procès, Voltaire publie, en 1763, l'ouvrage Traité sur la tolérance, à l'occasion de la mort de Jean Calas, tandis que la famille obtient un entretien à Versailles auprès de Louis XV. Après deux ans d'instruction, le Conseil du roi casse l'arrêt du parlement de Toulouse le 4 juin 1764 pour vice de procédure et renvoie l'affaire devant le tribunal des Requêtes pour qu'il soit statué au fond. Le 9 mars 1765, celui-ci rend, en dernier ressort, un arrêt réhabilitant la mémoire de Jean Calas, et acquittant tous les autres accusés. Le parlement de Toulouse refusera toujours de revenir sur son jugement, et tiendra cet arrêt de réhabilitation pour nul et non avenu. Le capitoul est destitué le 25 février 1765 et se suicide peu après.
En 1792, le sculpteur Claude-André Deseine exécute une statuette en plâtre de Voltaire en référence à cette affaire.

## Preuve médicale
En 1763, Antoine Louis, professeur de chirurgie à Paris, lit un mémoire devant l'Académie royale de chirurgie  « dans lequel on établit les principes pour distinguer à l'inspection d'un corps trouvé pendu les signes du suicide d'avec ceux de l'assassinat ». Il y établit que Marc-Antoine Calas n'a pas été étranglé par un tiers, puisqu'on ne trouve pas d'ecchymoses sur son cou, et il note qu' « il serait bien difficile qu'un homme en fît mourir un autre en le pendant ». Il précise aussi que la mort ne résulte pas de l'arrêt de la respiration, mais de la compression des artères carotides, ce qui « donne la clef de l'affaire » selon Benoît Garnot : plutôt que d'attacher la corde au « billot » posé par-dessus les montants de la porte, ce que la reconstitution judiciaire a prouvé difficile ou même impossible, le jeune Calas a pu l'attacher au bouton de cette porte. La possibilité d'un tel mode de suicide a été prouvée depuis.

## Épilogue
Voltaire est considéré comme le premier écrivain français à s'impliquer publiquement dans une affaire judiciaire. Habile communicant, il met en œuvre une stratégie de défense qui s'appuie notamment sur l'opinion publique. Il fait appel à de brillants hommes de loi, comme l'avocat au parlement de Paris Jean-Baptiste-Jacques Élie de Beaumont, appelé à rédiger des factums (également appelés mémoires judiciaires) pour défendre le marchand toulousain. Satisfait du travail du juriste, l'ermite de Ferney lui demandera son aide à nouveau dans une autre affaire d'intolérance religieuse : l'affaire Sirven.
En ne voyant dans l'affaire Calas que fanatisme religieux, « Voltaire passe en partie à côté de la réalité du dossier : une affaire difficile en raison des changements de version et du suicide non prouvé, la thèse la plus probable », selon Dominique Inchauspé, qui estime que la justice toulousaine a respecté à peu près les procédures alors en vigueur, malgré le biais antiprotestant. Pour Benoît Garnot, l'affaire Calas est une « erreur judiciaire » causée par « deux anachronismes » simultanés, « l'un (l'intime conviction) en avance sur son temps, l'autre (l'intolérance religieuse) en retard sur son époque ». Dans la seconde moitié du XVIIIe siècle, et avant d'être consacrée par la Révolution, l'intime conviction commence à se substituer aux preuves légales de la procédure inquisitoire.
Le procès de Calas a été inséré dans les Causes célèbres. Il a fourni à Marie-Joseph Chénier, à Jean-Louis Laya et à Auguste-Jacques Lemierre d'Argy le sujet de drames populaires. Athanase Coquerel a publié en 1858 Jean Calas et sa famille.

## Chronologie détaillée
Les principales étapes de cette affaire sont :
- 19 mars 1698 : naissance de Jean Calas à Lacabarède, près de Castres. De famille protestante, il reçoit cependant le baptême de l'Église catholique quatre jours plus tard[4].
- 1722 : Jean Calas s'installe comme marchand linger rue des Filatiers à Toulouse.
- 19 octobre 1731 : Jean Calas épouse Anne-Rose Cabibel, de confession protestante. Ils auront quatre fils et deux filles : Marc-Antoine (né le 5 novembre 1732), Pierre, Louis, Donat, Anne et Anne-Rose.
- 18 mai 1759 : Marc-Antoine Calas est reçu bachelier en droit, mais il ne peut obtenir des autorités ecclésiastiques le certificat nécessaire à la soutenance des actes de licence.
- 24 janvier 1761 : l'intendant du Languedoc reçoit une lettre du subdélégué de Toulouse, faisant état de la mauvaise volonté de Jean Calas à subvenir aux besoins de son fils Louis qui s'est converti au catholicisme en 1756 et ne vit plus sous le toit familial.
- 13 octobre 1761 : Marc-Antoine est trouvé mort allongé sur le sol au rez-de-chaussée de la maison.
- 15 octobre 1761 : le capitoul David de Beaudrigue mène l'enquête. Il interroge Jean et Pierre Calas, ainsi que Gaubert Lavaisse, invité le soir même du drame. Les accusés révèlent avoir trouvé Marc Antoine pendu, et avoir maquillé le suicide en meurtre, puis avoir menti aux enquêteurs afin d'épargner au défunt la honte du suicide. À l'époque, les corps des suicidés sont en effet soumis à un traitement infamant. Fort de ces éléments, une partie du clergé et du peuple toulousain réclament un châtiment exemplaire[réf. souhaitée] pour cette famille accusée d'un crime atroce : avoir assassiné son fils qui voulait se convertir au catholicisme. Ils réclament le châtiment des hérétiques. Aucune enquête ne sera menée afin de savoir si Marc-Antoine avait vraiment l'intention ou non de se convertir. Ce dernier est déclaré martyr et enterré selon le rite catholique ; son cercueil est escorté par quarante prêtres pénitents blancs au milieu d'une foule immense[réf. nécessaire].
- 18 novembre 1761 : les capitouls affirment que Jean, Anne-Rose, Pierre Calas, Jeanne Viguière la servante, et Gaubert Lavaisse sont coupables. Il est décidé de soumettre à la question Jean Calas, sa femme et son fils Pierre, et d'infliger le cachot à Gaubert Lavaisse et à Jeanne Viguière. Les Calas font par la suite appel devant le juge de Toulouse.
- 6 mars 1762 : La calomnie confondue, ou mémoire dans lequel on réfute une nouvelle accusation intentée aux protestants de la province du Languedoc, à l'occasion de l'affaire du sieur Calas détenu dans les prisons de Toulouse (Au Désert, 1762) est condamné par le Parlement de Toulouse à être lacéré et brûlé.[pas clair] Dans cet opuscule rédigé par La Beaumelle et signé du pasteur Rabaut, les protestants du Midi s'indignaient de la rumeur qu'on faisait courir, selon laquelle ils auraient ordre de tuer leurs enfants lorsque ceux-ci veulent se convertir au catholicisme.
- 9 mars 1762 : sur les conclusions du procureur général Riquet de Bonrepos, par huit voix sur treize, le Parlement condamne au supplice Jean Calas.
- 10 mars 1762 : exécution de Jean Calas à Toulouse place Saint-Georges. Il meurt roué, en proclamant son innocence. Son corps est brûlé sur un bûcher et les cendres jetées au vent.
- 18 mars 1762 : Pierre est banni ; sa mère, Jeanne Viguière et Lavaisse sont acquittés ; les deux filles Calas sont quant à elles enfermées dans des couvents ; les biens de la famille sont confisqués.
- 7 mars 1763 : le Conseil du roi fait appel du jugement du parlement de Toulouse et ordonne la révision de l'affaire Calas.
- 14 avril 1763 : Antoine Louis présente publiquement Mémoire sur une question anatomique relative à la jurisprudence, dans lequel on établit les principes pour distinguer à l'inspection d'un corps trouvé pendu le signe du suicide d'avec ceux de l'assassinat. Il prouve scientifiquement que « les pendus ne meurent pas faute de respiration, mais par la compression asphyxiante des veines jugulaires », expliquant que Marc-Antoine ait pu se suicider en fixant la corde au bouton de la porte alors que ses pieds touchaient terre[27].
- 4 juin 1764 : l'édit du Conseil du roi casse les arrêts du Parlement de Toulouse.
- 9 mars 1765 : Calas et sa famille sont définitivement réhabilités par une assemblée de quatre-vingts juges et par le conseil du roi. Le roi accorde en outre à la famille une pension de 36 000 livres.

## Galerie

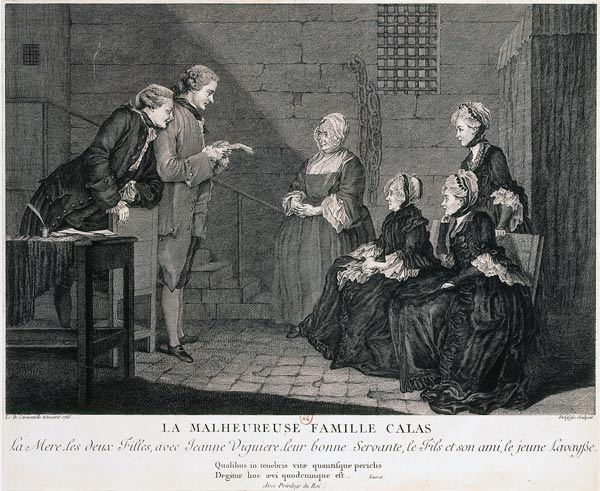
« La malheureuse famille Calas ». Gravure de Jean-Baptiste Delafosse d'après Carmontelle, 1765, BNF Légende : « La Mère, les deux Filles, avec Jeanne Viguière, leur bonne Servante, le Fils et son ami, le jeune Lavaisse. »
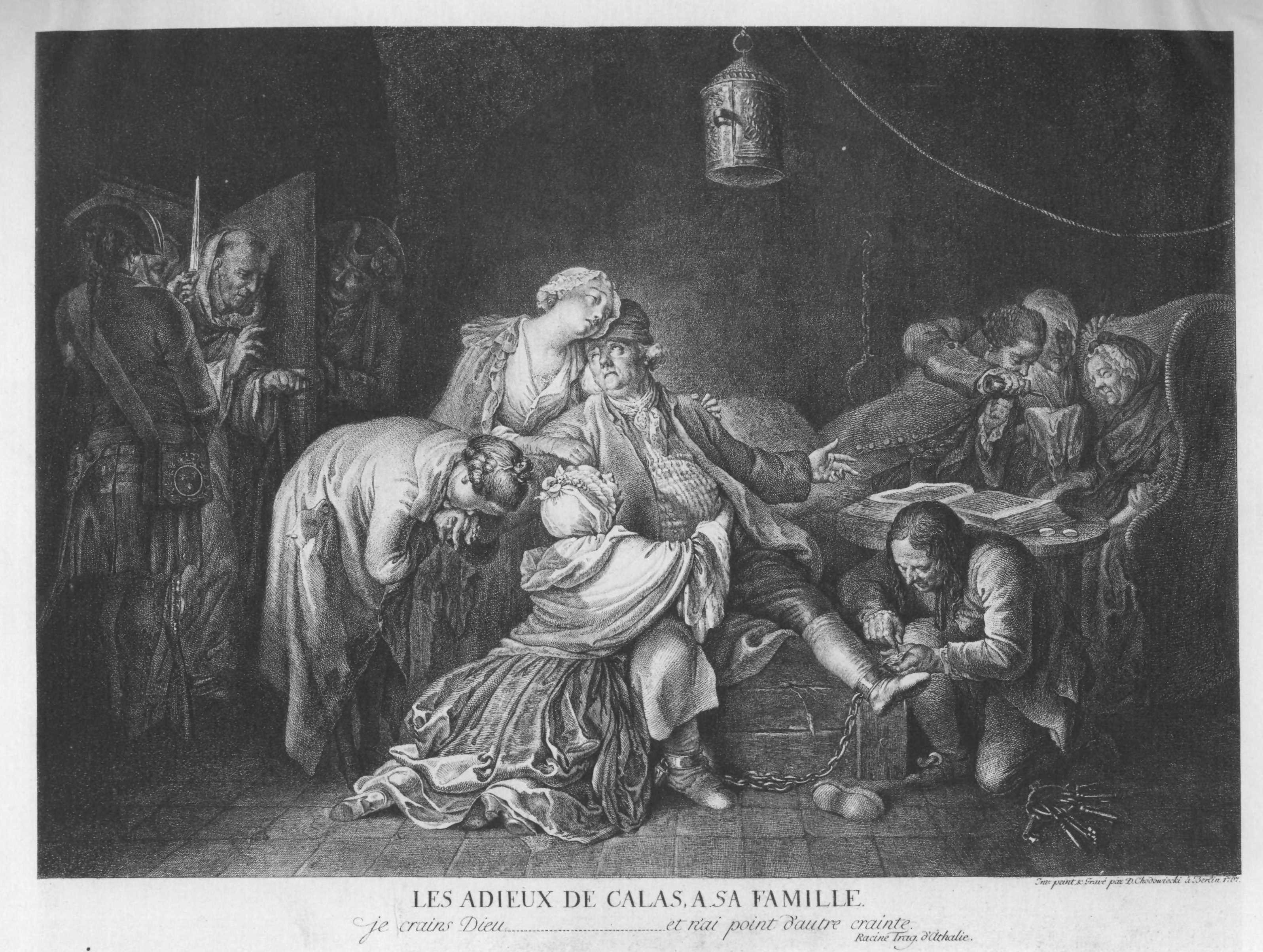
« Les adieux de Calas à sa famille ». Gravure de Daniel Chodowiecki, 1767, Berlin. Légende : « Je crains Dieu… et n'ai point d'autres craintes. » Athalie, Jean Racine.

### Filmographie
- L'Affaire Calas, épisode de l'émission La caméra explore le temps, 1963 (visible sur le site de l'Ina).
- Voltaire et l'affaire Calas, téléfilm réalisé par Francis Reusser, qui raconte l'affaire Calas et l'intervention de Voltaire. Le rôle du célèbre philosophe est interprété par Claude Rich. Le téléfilm est diffusé le 4 avril 2007 sur la Télévision suisse romande (TSR), qui l'a coproduit, et le 23 janvier 2009 sur Arte.
- Dans le film Les Risques du métier (film) , L'affaire est évoquée pendant un cours d'histoire, par la femme d'un professeur accusé à tort afin de troubler la conscience de l'une des élèves ayant fait un faux témoignage contre lui.

### Théâtre
- L'Affaire Calas, Criez et faites crier ! Voltaire de Christiane Renauld. Mise en scène et interprétation d'Anne Durand. Créé en 2011 au théâtre du Funambule-Montmartre à Paris.